# Немонин
Немони́н (выше нижнего течения — Немони́нка; устар. нем. Nemonien, нем. Schalteick) — река в Калининградской области России. Длина реки составляет 46 км, площадь водосборного бассейна — 1380 км².

## География и гидрология
Исток Немонинки находится неподалёку от ответвления реки Матросовки от Немана.
Среднее течение реки (снизу вверх — от места впадения Ржевки 54°59′06″ с. ш. 21°20′41″ в. д. до места впадения собственно Немонинки, верхнего течения 55°00′40″ с. ш. 21°23′47″ в. д.) представляет собой часть Немонинского канала, продолжение которого ответвляется к реке Матросовке, от которой он берёт своё начало (у посёлка Заповедное 55°03′52″ с. ш. 21°22′40″ в. д.).
Почвы на большей части водосбора торфянистые. Река судоходна на протяжении 14 км от устья. Ширина её составляет 50-60 метров, глубина — до 4-х метров. Впадает в Куршский залив Балтийского моря.
На реке расположен посёлок Головкино.
Основными притоками являются река Ржевка, Приморский канал и Немонинский канал, которыми Немонин соединяется с Матросовкой, Головкинский канал. Полесским каналом соединяется с Деймой.

## Фауна
В реки водятся несколько видов рыб, в том числе, щука, линь, лещ, плотва, густера. Немонин является щучьим питомником — на реке стоит цех по разведению щуки. Весной и осенью наблюдается массовый сезонный заход щуки с залива.

## Гидротехнические сооружения
Малый Калининградский мост.

## Данные водного реестра
По данным государственного водного реестра России относится к Балтийскому бассейновому округу, водохозяйственный участок реки — реки бассейна Балтийского моря в Калининградской области без рек Неман и Преголя. Относится к речному бассейну реки Неман и рекам бассейна Балтийского моря (российская часть в Калининградской области).
Код объекта в государственном водном реестре — 01010000312104300009650.